# Fatumasi (Ort)
Fatumasi ist ein osttimoresisches Dorf in der Gemeinde Liquiçá. Es liegt in der Aldeia Bazartete (Suco Fatumasi, Verwaltungsamt Bazartete) auf einem Bergrücken, auf 838 m Höhe. Südlich befindet sich Bazartete, der Hauptort des Sucos und des Verwaltungsamtes.
In Fatumasi steht eine Grundschule.
Während der Gewaltwelle von 1999 wurden im Suco Fatumasi 70 bis 80 % der Gebäude zerstört.